# Північний Комбо
Північний Комбо — один з 6 районів округу Західний Гамбії. Населення — 166 351 (2003). Фульбе — 12,94 %, мандінка — 46,76 %, 17,93 % — Діола (1993).